# Firwood (Oregon)
Firwood az Amerikai Egyesült Államok Oregon államának Clackamas megyéjében, a U.S. Route 26 közelében elhelyezkedő önkormányzat nélküli település.

## Története
Nevét a térség fenyőiről kapta. A posta 1895 és 1906 között működött.

## Oktatás
Az általános iskola az Oregon Trail Tankerület része.

## Fordítás
- Ez a szócikk részben vagy egészben  a   Firwood, Clackamas County, Oregon című angol Wikipédia-szócikk ezen változatának fordításán alapul.  Az eredeti cikk szerkesztőit annak laptörténete sorolja fel. Ez a jelzés csupán a megfogalmazás eredetét és a szerzői jogokat jelzi, nem szolgál a cikkben szereplő információk forrásmegjelöléseként.